# Municipio de Little Elbow
El municipio de Little Elbow (en inglés: Little Elbow Township) es un municipio ubicado en el condado de Mahnomen en el estado estadounidense de Minnesota. En el año 2010 tenía una población de 259 habitantes y una densidad poblacional de 2,79 personas por km².

## Geografía
El municipio de Little Elbow se encuentra ubicado en las coordenadas 47°10′55″N 95°35′28″O / 47.18194, -95.59111. Según la Oficina del Censo de los Estados Unidos, el municipio tiene una superficie total de 92.69 km², de la cual 81,12 km² corresponden a tierra firme y (12,48 %) 11,56 km² es agua.

## Demografía
Según el censo de 2010, había 259 personas residiendo en el municipio de Little Elbow. La densidad de población era de 2,79 hab./km². De los 259 habitantes, el municipio de Little Elbow estaba compuesto por el 20,85 % blancos, el 74,9 % eran amerindios, el 0,39 % eran de otras razas y el 3,86 % eran de una mezcla de razas. Del total de la población el 1,54 % eran hispanos o latinos de cualquier raza.